# Celia Freijeiro García
Celia Freijeiro García (Vigo, 9 de febrer del 1983) és una actriu i productora gallega.

## Biografia
Celia Freijeiro García neix a Vigo, (Galícia) el 9 de febrer de 1983. Després de graduar-se a De Witt High School d'Arkansas, EUA, s'instal·là a Madrid on començà la seva formació i la seva carrera com a actriu. Donà el salt al teatre professional amb l'obra de Paloma Pedrero El color d'agost que protagonitzà i produí ella mateixa. Per la interpretació d'aquest text fou finalista a dos dels premis més importants de teatre del nostre país: el premi Valle-Inclán i el premi Mayte. Des d'aleshores ha participat en nombroses produccions teatrals, sèries de televisió i pel·lícules. El 2007 amb només 23 anys, crea la seva pròpia productora, Pocapena Produccions. Amb Pocapena ha produït quatre obres teatrals i diversos curtmetratges fins ara. El 2012 és nominada a millor actriu per la seva interpretació en la sèrie Homicidios en els Premis Zapping de Catalunya.

## Teatre
- El Color d'agost de Paloma Pedrero. Dtor: Marta Álvarez.
- El Lleó en hivern de James Goldman. Dtor: Juan Carlos Perez de la Fuente.
- El Dolç Pes de la Decadència d'Antonio Garrigues Walker. Dtor: Juan Carlos Perez de la Fuente.
- La Música de Margueritte Duras. Dtor: Marta Álvarez. (Pocapena Produccions)
- L'Imaginari de Cervantes de Sonia Sebastian basada en els personatges de Miguel de Cervantes. Dtor: Sonia Sebastian. (Pocapena Produccions / Teatre de Cambra Cervantes)
- El poder de la Sang de Sonia Sebastian basada en 'Els Cenci' d'Antonine Artaud. Dtor: Sonia Sebastian. (Pocapena Produccions / Teatre de Cambra Cervantes)
- Sopa de Colibrí d'Ariel Capone. Dtor: Sonia Sebastían. (Teatre de Cambra Cervantes / Pocapena Produccions)
- Nits de Monòlegs d'Adan Black. Dtor: Adan Black. (The Process)

## Televisió
- Amistades peligrosas. Cuatro
- Hospital Central. Telecinco
- Maridos e mulleres. TVG
- 2 de Mayo. Telemadrid
- Pelotas. TVE
- Homicidios. Telecinco
- Chica busca chica.
- El jugador.
- Regreso a Las Sabinas

## Cine
- Els Aires Difícils. Dtor: Gerardo Herrero
- Dies Blaus. Dtor: Miguel Santesmases.
- Tot és silenci. Dtor: José Luis Cuerda.

## Premis i nominacions
- 2006. Nominació als Premis Valle Inclán de Teatre per "El color d'agost".
- 2011. Nominació als Premis Zapping per Homicidios[1]